# Hendrik van Limborch
Hendrik van Limborch, né le 9 mars 1681 à La Haye et mort le 3 février 1759 dans la même ville, est un peintre et graveur des Provinces-Unies.

## Biographie
Hendrik van Limborch naît le 9 mars 1681 à La Haye. Il est le fils de Simon van Limborch (1647-1722) et d'Adriana Panser.
Il est l'élève de Jean-Henri Brandon, de Robert Duval en 1696, de Jan de Baen à La Haye et enfin, en 1699, d'Adriaen van der Werff à Rotterdam, dont il imite le style. Il est Maître de la Guilde de la Haye en 1706,.
Il peint quelques scènes bibliques durant sa carrière. Deux de ses gravures sont Pandore et Hercule et Lycaon.
Hendrik van Limborch meurt le 3 février 1759 dans sa ville natale.